# Geely
Geely Automobile (Chinês simplificado: 吉利汽车; Chinês tradicional: 吉利汽車; Pinyin: Jílì Qìchē), pronunciado "Ji-li", é uma das maiores e mais influentes montadoras de automóveis da China, parte do conglomerado Zhejiang Geely Holding Group Co., Ltd. Fundada em 6 de novembro de 1986 por Li Shufu em Taizhou, Zhejiang, a Geely é amplamente reconhecida como a primeira montadora independente da China, ou seja, uma empresa privada que não dependeu inicialmente de joint-ventures com marcas estrangeiras ou controle estatal direto. Desde sua entrada no setor automotivo em 1997, a Geely evoluiu de uma fabricante de veículos acessíveis para uma potência global, com um portfólio que inclui marcas icônicas como Volvo Cars, Lotus Cars e Proton Holdings, além de liderar a transição para veículos elétricos (EVs) e tecnologias de mobilidade avançada.
Com vendas globais de 1,68 milhão de veículos em 2023 e uma meta de 2 milhões até 2025, a Geely se posiciona como uma das líderes no mercado de EVs e híbridos plug-in (PHEVs), competindo diretamente com gigantes como Tesla, BYD e Volkswagen. Suas marcas internas, como Zeekr (EVs premium) e Lynk & Co (híbridos premium), complementam sua estratégia de oferecer opções para todos os segmentos, enquanto parcerias com empresas como Baidu (condução autônoma) e CATL (baterias) a colocam na vanguarda da inovação.

## História

### Origens e Primeiros Anos (1986-1997)
A Geely foi fundada por Li Shufu, um empreendedor visionário que começou com um pequeno negócio de fabricação de peças para refrigeradores em 1986. Com poucos recursos, ele usou um empréstimo de 2.000 yuans (cerca de US$ 300 na época) de sua família para iniciar a empresa. Nos anos 1990, a Geely diversificou para motocicletas, lançando seu primeiro modelo em 1994. Em 1997, após adquirir uma licença de produção automotiva, a empresa entrou no setor de automóveis com o Geely Haoqing (HQ), um carro compacto baseado em designs chineses e tecnologias adaptadas.

### Crescimento e Internacionalização (1998-2010)
Nos anos 2000, a Geely focou em melhorar a qualidade de seus veículos, que inicialmente eram criticados por segurança e acabamento. O lançamento do Geely CK (2005) marcou sua entrada em mercados internacionais, como o Oriente Médio e a África. O grande salto veio em 2010, quando a Geely adquiriu a Volvo Cars da Ford por US$ 1,8 bilhão, uma das maiores aquisições de uma marca ocidental por uma empresa chinesa. Li Shufu descreveu a Volvo como "um tigre que precisava ser libertado", e a compra trouxe tecnologia avançada e credibilidade global à Geely.

### Era da Eletrificação e Expansão Global (2011-2025)
A partir de 2011, a Geely investiu pesadamente em eletrificação, lançando modelos híbridos e elétricos. Em 2016, criou a Lynk & Co em parceria com a Volvo, mirando o mercado jovem e conectado. Em 2017, adquiriu 51% da Lotus Cars e 49,9% da Proton Holdings, expandindo sua presença no Sudeste Asiático e em carros esportivos. Em 2018, comprou 9,7% da Daimler AG (Mercedes-Benz), tornando-se seu maior acionista individual. Em 2021, lançou a Zeekr, uma marca de EVs premium que rapidamente ganhou destaque com o Zeekr 001.
Até 2025, a Geely planeja eletrificar 90% de seu portfólio, com foco em baterias de estado sólido e condução autônoma nível 4, resultado de parcerias com CATL e Baidu.

## Estrutura Corporativa
A Geely opera como uma holding com várias divisões e subsidiárias: 
Geely Auto: Marca principal, com modelos acessíveis como Emgrand e Boyue.
Geometry: EVs acessíveis, lançada em 2019, com foco em mercados urbanos.
Lynk & Co: Marca premium híbrida, com design escandinavo e tecnologia Volvo.
Zeekr: EVs de luxo, competindo com Tesla e NIO.
Livan: Joint-venture com a Lifan, focada em veículos comerciais leves.
Volvo Cars: Fabricante sueca de carros premium, adquirida em 2010.
Lotus Cars: Marca britânica de esportivos, agora com EVs como o Lotus Eletre.
Proton Holdings: Fabricante malaia, revitalizada com modelos como o Proton X70.
LEVC: Produz táxis elétricos em Londres, como o TX e-Taxi.
Smart: Joint-venture com a Mercedes-Benz (50%), relançada como marca de EVs compactos.

## Tecnologia e Inovação
A Geely é pioneira em várias áreas:
Plataforma SEA (Sustainable Experience Architecture): Arquitetura modular para EVs, usada por Zeekr, Smart e Lotus, com alcance de até 700 km (NEDC).
Baterias: Parceria com a CATL para baterias LFP e desenvolvimento de baterias de estado sólido (previstas para 2026).
Condução Autônoma: Colaboração com a Baidu para sistemas Apollo, com testes de nível 4 em Hangzhou.
Satélites: Em 2022, a Geely lançou satélites próprios para melhorar a conectividade de seus veículos.

## No Brasil
A Geely entrou no Brasil em 2014 via Grupo Gandini, importando o sedã EC7 e o compacto GC2 (vendido como "Panda" em outros mercados). Apesar do design competitivo, a marca enfrentou problemas com pós-venda e peças, levando à suspensão das operações em 2016. Em 2024, surgiram rumores de um retorno com a Zeekr ou Lynk & Co, aproveitando incentivos fiscais para EVs e a infraestrutura deixada por outras montadoras chinesas, como a BYD. Especialistas preveem que a Geely poderia instalar uma fábrica em São Paulo ou Pernambuco até 2027, focada em modelos como o Zeekr X.

## Lista de Modelos

### Geely Auto
- Geely Emgrand: Sedã compacto, com versões a combustão e híbrida (1.5L turbo, 177 cv).
- Geely Boyue (Atlas): SUV médio, exportado para mais de 30 países (2.0L, 218 cv).
- Geely Binyue (Coolray): SUV compacto, popular na Ásia (1.5L turbo, 177 cv).
- Geely Preface: Sedã premium com design inspirado na Volvo (2.0L turbo, 190 cv).
- Geely Xingyue (Tugella): SUV cupê esportivo (2.0L turbo, 238 cv).

### Geometry
- Geometry A: Sedã elétrico (410-500 km de alcance, NEDC).
- Geometry C: SUV elétrico (550 km de alcance, NEDC).

### Zeekr
- Zeekr 001: Hatchback elétrico (até 700 km de alcance, 544 cv).
- Zeekr X: SUV compacto elétrico (440-560 km de alcance, 428 cv).
- Zeekr 009: Minivan elétrica de luxo (822 km de alcance, 544 cv).

### Lynk & Co
- Lynk & Co 01: SUV híbrido plug-in (1.5L + elétrico, 261 cv, 70 km de alcance elétrico).
- Lynk & Co 03: Sedã esportivo (2.0L turbo, 254 cv).

### Outros (via Subsidiárias)
- Volvo XC40 Recharge: SUV elétrico (418 km de alcance, 408 cv).
- Lotus Eletre: SUV elétrico de luxo (600 km de alcance, até 905 cv).
- Proton X50: SUV compacto baseado no Geely Binyue (1.5L turbo, 177 cv).

## Impacto Cultural e Curiosidades
Li Shufu, o "Henry Ford chinês": O fundador é conhecido por sua visão ousada e frases como "Um carro é apenas quatro rodas e um sofá".
Primeiro Carro: O Geely Haoqing era tão básico que foi apelidado de "carro de brinquedo" por críticos na China.
Satélites: A Geely é uma das poucas montadoras com uma constelação de satélites próprios (Geely Future Mobility Constellation).
Foco na Juventude: A Lynk & Co usa um modelo de assinatura mensal, atraindo millennials com conectividade avançada.